# Ḫ

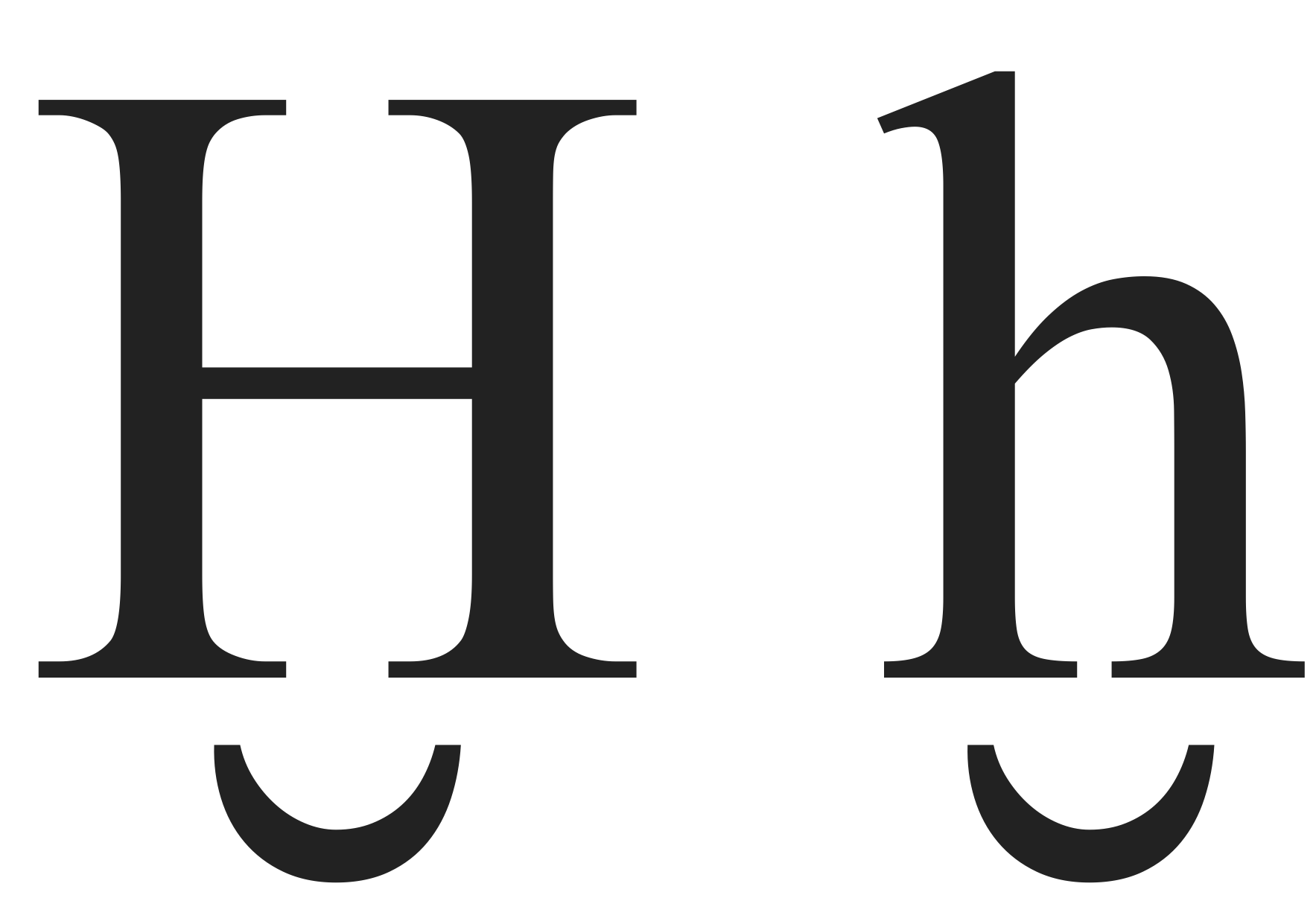
یکی از حروف لاتین

Ḫ، ḫ یا H ِ بریو پایین یکی از حروف الفبای لاتین است. کاربرد اصلی این حرف در زمینهٔ نویسه‌گردانی است.

## کاربردها
- در نویسه‌گردانی عربی به لاتین برای نشان دادن حرف خ کاربرد دارد.
- در نویسه‌گردانی اکدی نشان‌دهندهٔ آوای /χ/ است.
- در نویسه‌گردانی هیتی برای نشان‌دادن یک نشانهٔ میخی -که به‌احتمال برابر آوای [x] یا [h] است- مورد استفاده‌است.
- در مصری برابر با هیروگلیف | x | می‌باشد.

## منبع
Wikipedia contributors, "Ḫ," Wikipedia, The Free Encyclopedia, http://en.wikipedia.org/w/index.php?title=%E1%B8%AA&oldid=548295283 (accessed July 13, 2014). 